# Magners
Magners (o Bulmers) è una marca di sidro prodotta a County Tipperary, in Irlanda, dal C&C Group. I prodotti includono diverse varietà di sidro: Magners Original, Magners Light, Magners Pear e Magners Berry. Il sidro fu originariamente prodotto sotto il nome di "Bulmers" e continua ad essere venduto con quel nome in Irlanda, sebbene l'azienda non sia più di proprietà di H. P. Bulmer. Magners è lo sponsor del Celtic Football Club ed era lo sponsor ufficiale della Celtic League.